# 長柄桜山古墳群
長柄桜山古墳群（ながえさくらやまこふんぐん）は、神奈川県逗子市桜山と三浦郡葉山町長柄の境界にある、2基の前方後円墳で構成される古墳群である。2002年（平成14年）12月19日、国の史跡に指定された。

## 古墳群発見の経緯
長柄桜山古墳群は、最近まで全くその存在が知られていなかった。1994年（平成6年）頃、地元葉山町在住の考古学愛好家が、逗子市と葉山町の境界にある丘陵地帯の尾根の一角が、その形などから古墳ではないかと思い始めた。1999年（平成11年）3月中旬、問題の場所で携帯電話の中継所を建設するために小規模な森林の伐採が行われた。そして工事現場から、先の考古学愛好家が数片の埴輪の破片を採集したことがきっかけとなり、長柄桜山古墳群は発見された。
これまで逗子市と葉山町の境界の丘陵地帯に古墳があるということは、全く知られていなかった。そこで急遽、逗子市・葉山町・神奈川県の各教育委員会合同で、現地の地形調査が行われることになった。その結果、工事区域を含む一帯が全長約80メートルの前方後円墳らしいことが判明し、携帯電話の中継基地の工事は中止された。その後、この古墳は長柄桜山古墳群第1号墳と呼ばれることになった。
その後間もなく、発見された前方後円墳の西側約500メートルの丘陵のピーク部にも、前方後円墳らしい地形があることが、神奈川県内の考古学研究家から指摘された。早速現地調査が行われたが、最初に発見された1号墳と違って、地形からだけでは古墳と判断しにくく、そのうえ埴輪の破片など遺物が発見されていなかったため、すぐには古墳かどうかの判断がつかなかった。そこで1999年（平成11年）6月に墳丘と思われる場所を試掘してみたところ、葺石と埴輪が確認されたため、改めて古墳であることが確認された。後から確認された西側の古墳は、長柄桜山古墳群2号墳と呼ばれるようになった。

## 古墳群の立地
長柄桜山古墳群は、逗子市と葉山町の境界にある丘陵地帯の尾根上にあり、古墳群を構成する1号墳、2号墳ともに逗子市と葉山町にまたがっている。第1号墳の墳頂部は標高127.3メートル、第2号墳は標高101.5メートルあって、ともに丘陵の尾根の小ピーク部分に築造されている。第1号墳と第2号墳ともに前方部が西側、後円部が東側を向いており、両方の古墳間の距離は約500メートルである。
現在、古墳は木々に覆われて充分に展望が利かないが、第1号墳からは逗子市街地や東京湾、東京湾越しに房総半島まで望める。一方、第2号墳からは相模湾と、相模湾越しに富士山を望むことができる立地環境である。

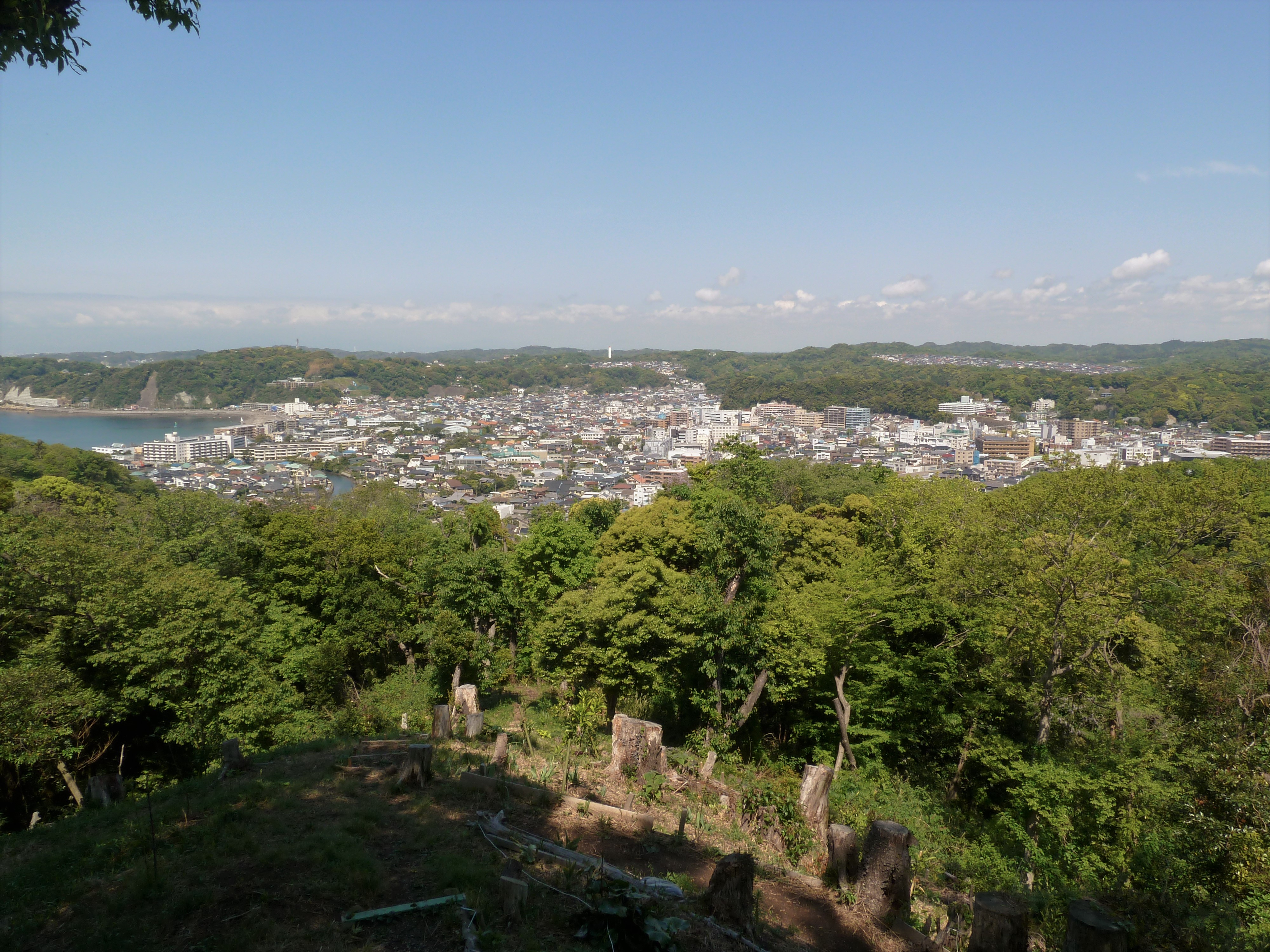
第1号墳付近から臨む逗子市街地。
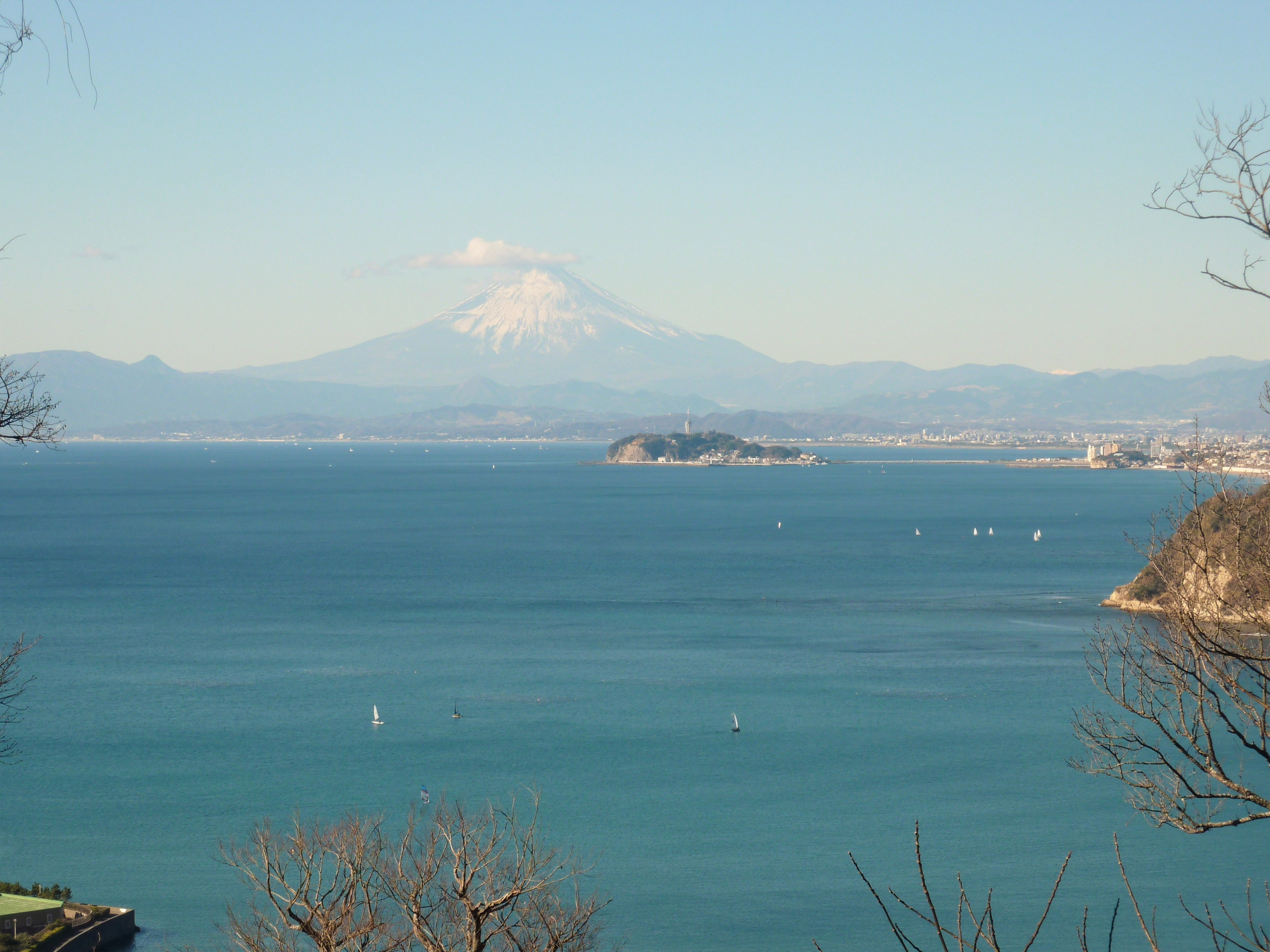
第2号墳から望む富士山と江の島。

## 古墳の測量調査と発掘調査の経緯
- 1999年（平成11年）3月の発見後、まず同年6月に第2号墳の試掘調査が行われた。続いて7月には第1号墳の測量調査が行われた。
- 2000年（平成12年）2月には第2号墳の測量調査が行われ、4月～5月にかけて、第1号墳と第2号墳の墳丘の範囲を確認することを目的とした発掘調査が行われた。調査は各教育委員会から委託を受けた財団法人かながわ考古学財団が実施[5]。
- 2006年（平成18年）度から数年間の予定で、古墳の正確な規模と構造を確認することを目的とした発掘調査が行われた。

## 第1号墳
全長90メートルの前方後円墳。後円部の直径は51メートル、前方部の長さは39メートル。前方部は南南西、後円部は北北東を向く。神奈川県内で最大の前方後円墳である。丘陵を構成する岩盤を削って整形し、その上に盛土で墳丘を盛り上げて造成した。第2号墳と異なり、墳丘に葺石は用いられていない。出土品としては土器、壺形埴輪と円筒埴輪が出土している。発掘された土器や埴輪、さらには墳形から見て、4世紀、古墳時代前期に築造された古墳であると推定されている。
2006年（平成18年）度から行われている発掘で、墳丘に幅2メートル程度のテラスがあることがわかり、段築があることが判明した。また後円部頂上部の平坦面に、埴輪が円形に並べられていたことがわかった。そして第1号墳は後円部がいびつな形をしているが、これは古墳完成後の崩落などによって墳形がゆがんだものと考えられていたが、もともと造営当初からいびつな形をしていた可能性が高いことが判明した。

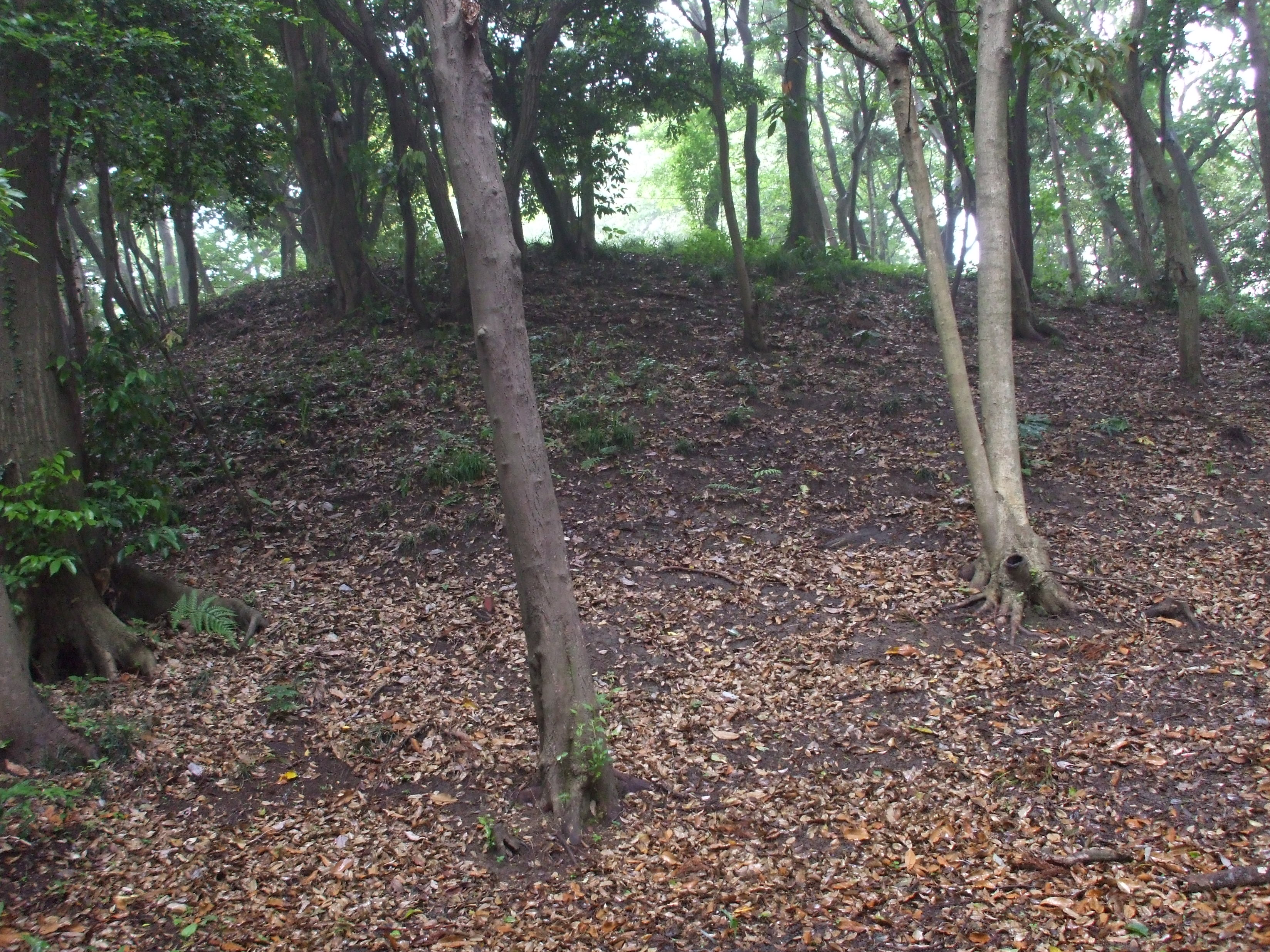
第1号墳の前方部と後円部のくびれ付近から後円部墳丘を撮影。
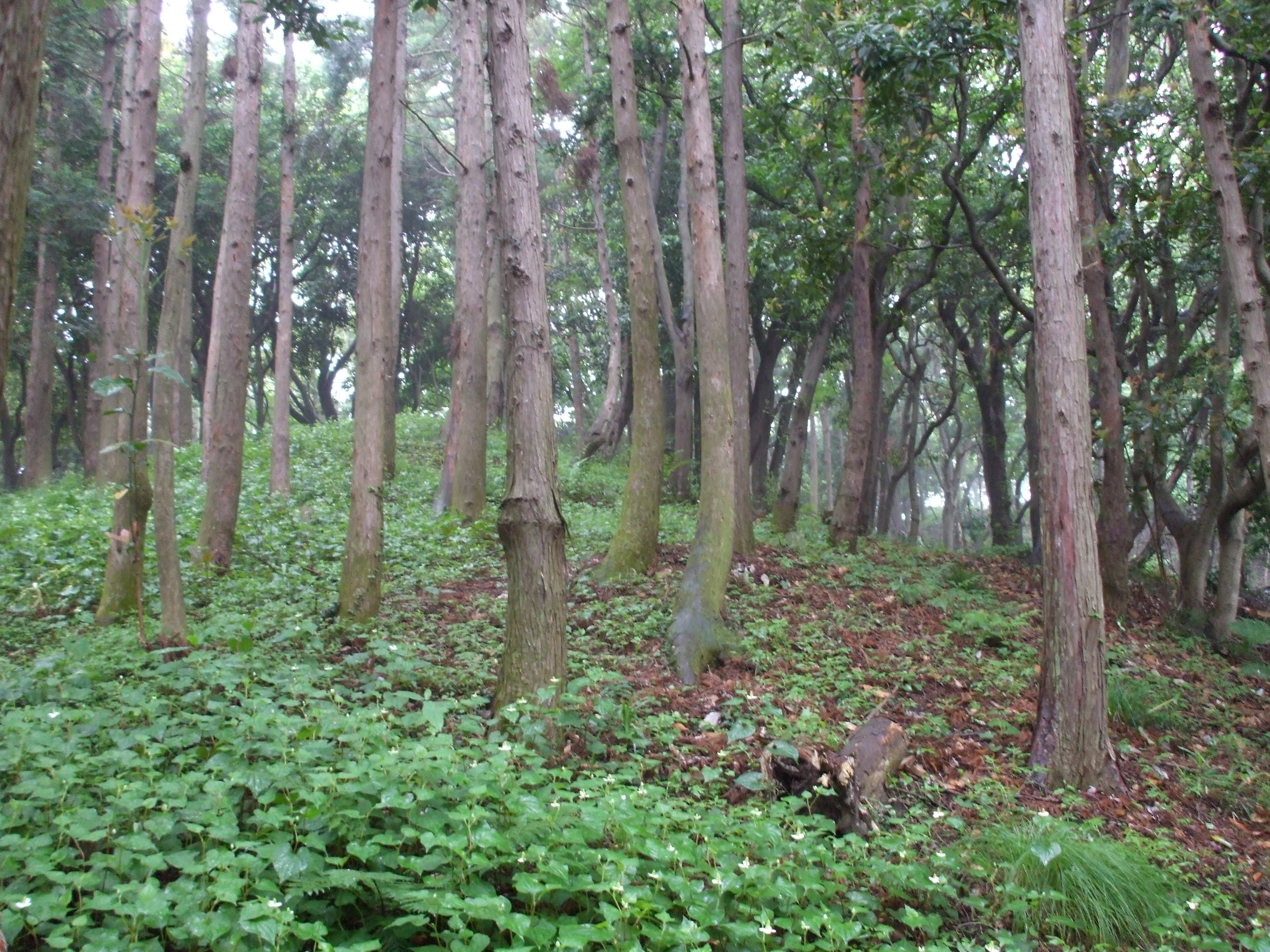
第1号墳の前方部。前方部後方から撮影。

## 第2号墳
全長約88メートルの前方後円墳。後円部の直径は54メートルで、前方部の長さは34メートルである。軸線がおおよそ南北方向の第1号墳に対し、第2号墳はほぼまっすぐ東西を向く（前方部が西、後円部が東）。第1号墳と同じく、丘陵の岩盤を削って形を整え、さらに盛り土を行って造成した。墳丘には葺石が施されている。葺石は墳丘の下部は主に黄色の泥岩、上部は主に白い砂岩が用いられている。葺石に用いられている泥岩は、海岸に住む生物の痕跡が見られることから、海岸から運ばれた石であると考えられ、また砂岩の中には、相模川ないし多摩川の川原石があると見られている。第2号墳は現在のところ段築は確認されていない。第1号墳と同じく土器の他に壺形埴輪と円筒埴輪が出土している。築造時期は第1号墳と同じく、4世紀の古墳時代前期とされている。

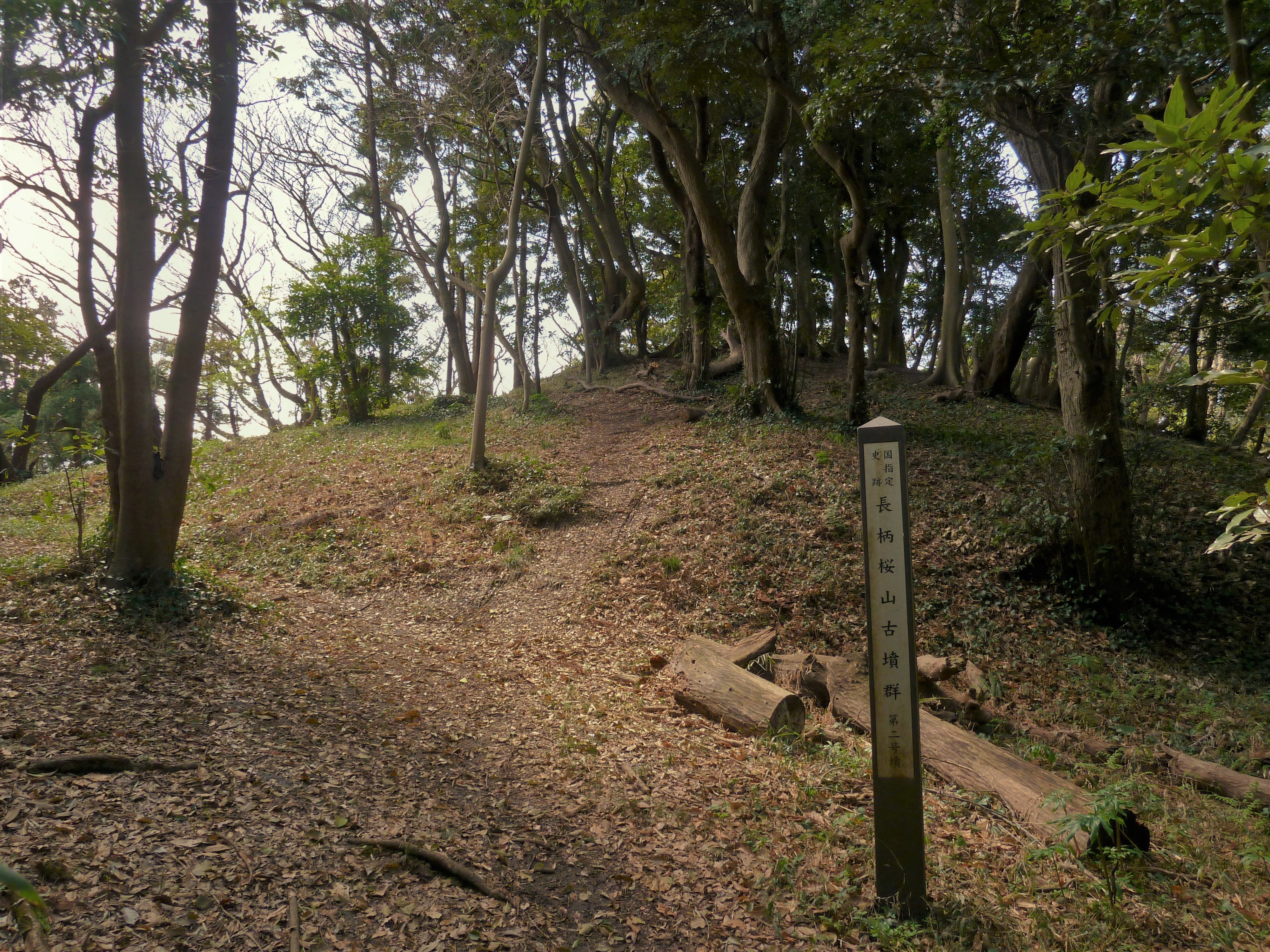
第2号墳の後円部墳丘。
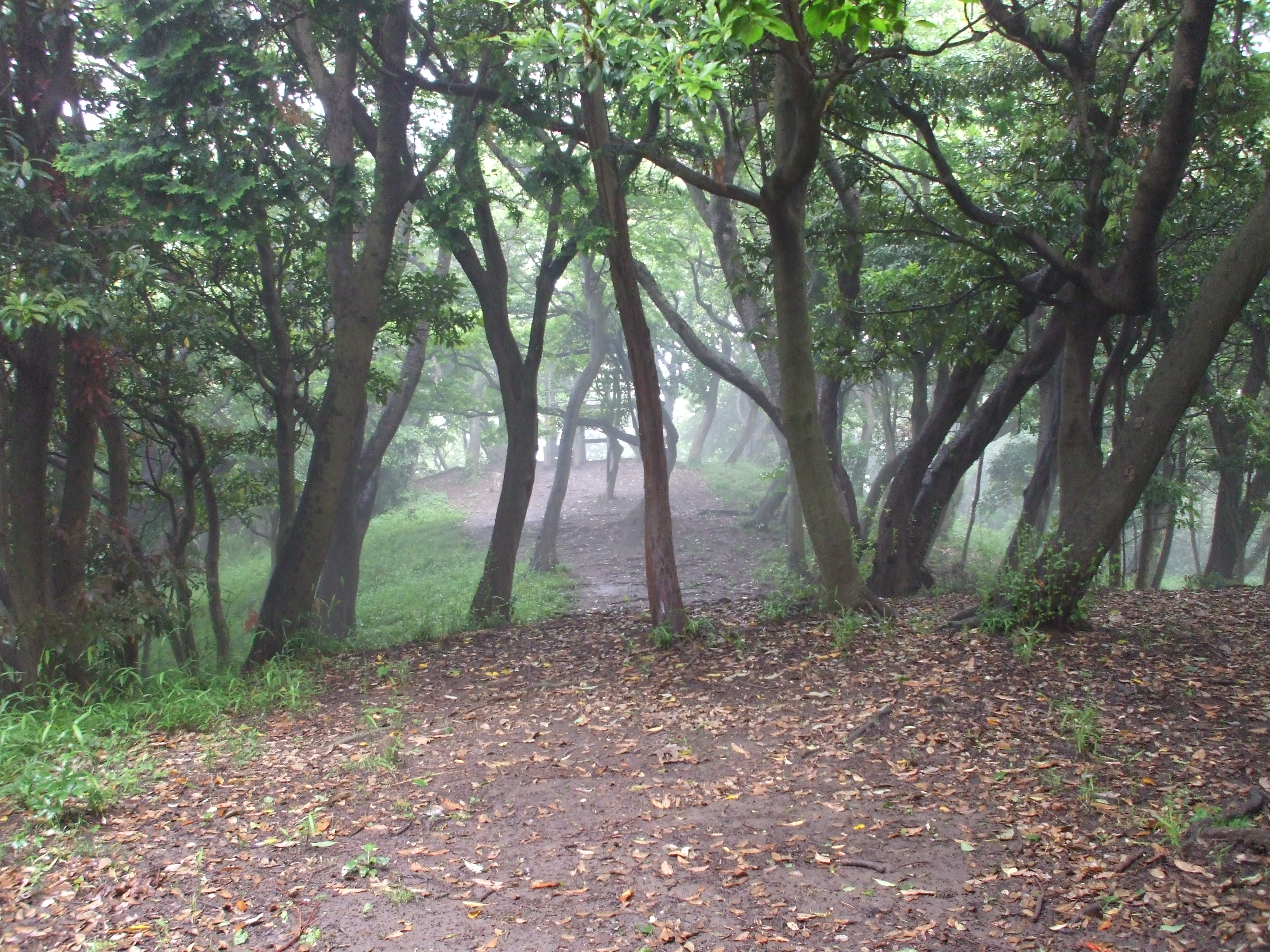
第2号墳の後円部墳頂付近から前方部方面を撮影。

## 長柄桜山古墳群の特徴
長柄桜山古墳群は約90メートルという墳長、そして壺形埴輪、円筒埴輪が備わり、さらに1号墳には段築があることが確認され、2号墳には葺石が存在するなど、神奈川県の他の前期古墳、例えば埴輪、段築、葺石がない秋葉山古墳群の古墳と比べると、古墳としての完成度が高い。これは長柄桜山古墳群の被葬者は、他の神奈川県内の前期古墳の被葬者よりもヤマト王権中枢との関係性が深かったからと見られる。
長柄桜山古墳群は、出土品などから4世紀に造られた前期の古墳であることは間違いないが、第1号墳と第2号墳のどちらが先に築造されたかは、墳形、出土品などから検討がなされているが、まだはっきりしていない。
長柄桜山古墳群のそばには大きな平野はないが、1号墳から東京湾、2号墳から相模湾の眺望が開けるという点や、ヤマトタケルの伝説にもあるように、古代、三浦半島から房総半島方面への海上交通路が開けていたと考えられることからも、三浦半島の長柄桜山古墳群は畿内方面から相模を通り、上総など房総方面へ向かう道筋を望む場所であり、そのような場所に古墳群が造営されたことに大きな意味があると見られている。また同じ神奈川県内の相模川河口近くの砂丘地帯という、生産の拠点としてはふさわしくないものの、交通の要衝に長柄桜山古墳群の少し前に造営されたと見られる平塚市の真土大塚山古墳との類似性が注目される。
畿内が起源とみられる円筒埴輪が用いられている点、1号墳は段築が確認され、2号墳には葺石があるなど、同じ神奈川県内の前期古墳と比べて、畿内の定型的な前方後円墳に近い型をしている古墳像から考えると、長柄桜山古墳群はヤマト王権の強い影響下、房総方面への交通の要衝を押さえる場所を選んで造営された古墳と考えられている。

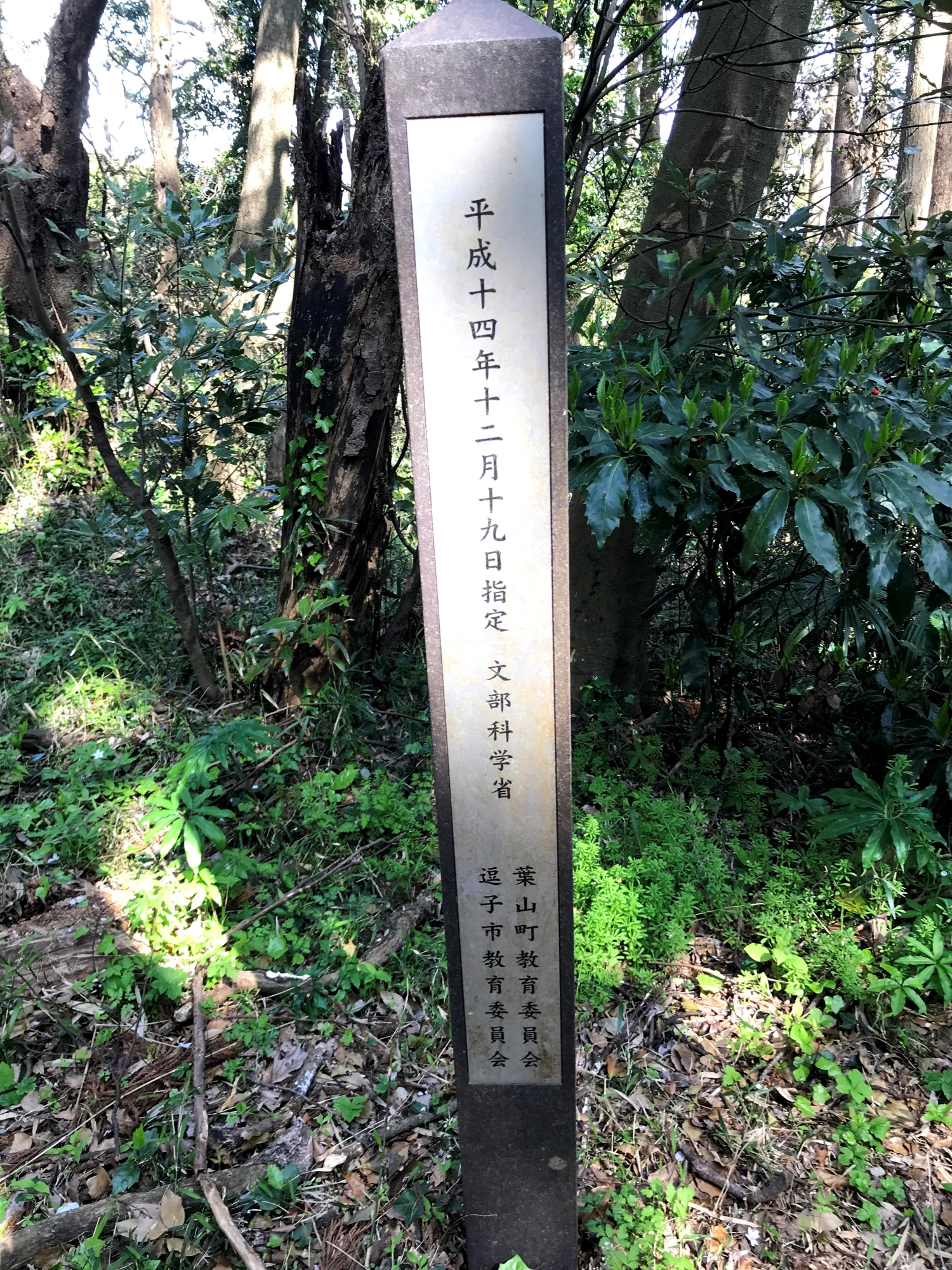
国の史跡に指定された際の看板

しかし長柄桜山古墳群には大きな謎もある。墳長90メートルという大きさは、前期古墳としては関東地方の中でも有数の規模であるが、三浦半島周辺では、長柄桜山古墳群以前の古墳は知られておらず、長柄桜山古墳群の造営が終了した後も、約1世紀後の5世紀半ば以降にならないと古墳は造営されていない。つまり長柄桜山古墳群はある日突然造営が開始され、そして2基の古墳が造られた以降、後が全く続かなかったということになる。
長柄桜山古墳群は前期古墳としては関東地方の中でも有数の規模であり、また畿内の定型的な前方後円墳に近い要素が多いなど、前期の前方後円墳としては関東地方では数少ない特徴を備えた古墳であるという点から学術面で高い評価がなされ、更には1999年（平成11年）まで未発見であったこともあって、墳丘の保存状態が良いという点も評価され、2002年（平成14年）12月19日、国の史跡に指定された。